# Sistema de fase dividida

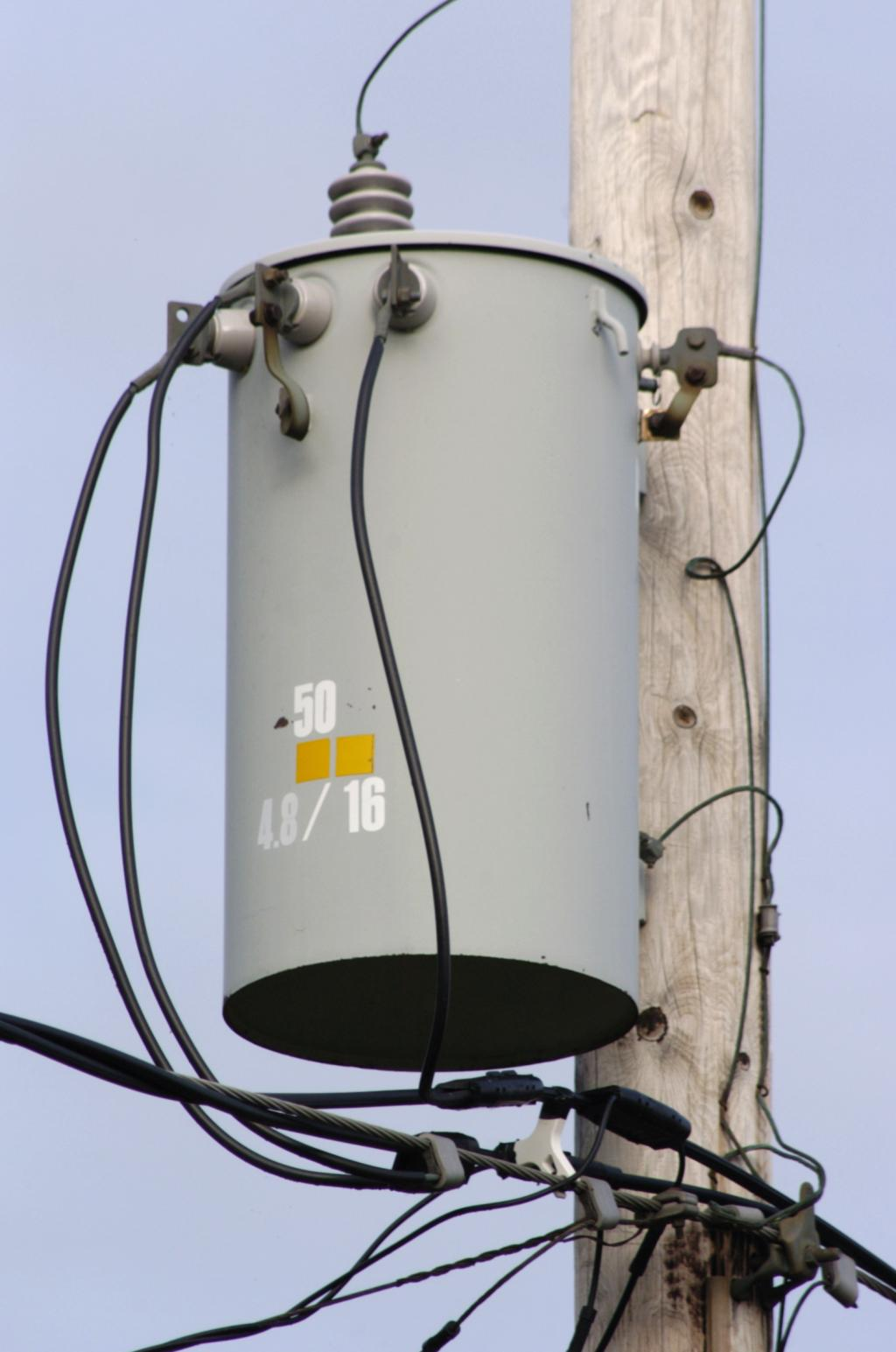
Transformador monofásico montado em poste, com "tape central" e secundário em sistema de fase dividida. O "tape central" é aterrado, servindo como neutro

Um sistema de fase dividida ou monofásico a três fios é um tipo de distribuição de energia elétrica. Sua principal vantagem é que, dentro de sua respectiva capacidade, é possível economia de material, pois necessita somente uma fase para seu funcionamento.
Esse sistema é comum na América do Norte na distribuição de elétrica residencial e comercial. Um neutro comum e duas linhas de 120 V são fornecidas às edificações, estas estando fora de fase 180 graus. O condutor neutro é conectado ao aterramento no "tape" central do transformador. Circuitos para iluminação e tomadas de pequenos utensílios (ie. NEMA 1 e NEMA 5) usam circuitos de 120 V - estes são conectados usando disjuntor monofásico e neutro. Circuitos de alta demanda, como fornos, são muitas vezes alimentados usando circuitos 240 V - estes conectados usando duas linhas de 120 V. Estes circuitos de 240 V são ligados normalmente ou com fiação direta, com tomadas ⁣⁣NEMA 10⁣⁣, ou NEMA 14, projetadas exclusivamente para uso em 240V.

## Conexões

Figura 1. Nas regiões 220V do Brasil: V1/V2 = 220V, V1+V2 = 440V
Nas regiões 127V do Brasil: V1/V2 = 127V, V1+V2 = 254V

Um transformador que alimenta um sistema de fase dividida possui um enrolamento de entrada monofásico (primário). O enrolamento de saída (secundário) possui uma derivação (comumente chamado tape) central, esta conectada a um sistema de aterramento, conforme mostrado na Fig. 1, cada ponta (X) em relação ao centro tem metade da tensão de ponta a ponta.

## Aplicações

### Europa
Na Europa, o sistema 230/400V trifásico é mais frequentemente usado. No entanto, sistemas monofásicos a três fios de 230/460V são usados para operar fazendas e pequenos grupos de casas quando apenas dois dos condutores trifásicos de alta tensão são usados. Um transformador final de fase dividida é então usado, com o tape central aterrado e as duas metades geralmente alimentando edifícios diferentes com uma alimentação monofásica, embora no Reino Unido uma fazenda grande  possa receber 230-0-230 (nominal).
No Reino Unido, ferramentas elétricas e iluminação portátil em grandes locais de construção e demolição são regidas pela BS7375 e, sempre que possível, recomenda-se que sejam alimentadas a partir de um sistema de derivação central com apenas 55 V entre condutores vivos e a terra (chamado CTE, Centre Tap Earth ou 55-0-55). Este sistema de baixa tensão é usado com equipamentos de 110 V. Nenhum condutor neutro é distribuído. Em locais de alto risco, dispositivos DR bipolares podem ser usados. A intenção é reduzir o risco de eletrocussão que pode existir ao usar equipamentos elétricos em um canteiro de obras molhado ou ao ar livre e eliminar a necessidade de desconexão automática rápida para prevenção de choques durante falhas. Transformadores portáteis que transformam 240 V monofásicos para este sistema de fase dividida de 110 V são uma peça comum de equipamento de construção.
Um benefício incidental é que os filamentos das lâmpadas incandescentes de 110 V usadas em tais sistemas são mais espessos e, portanto, mecanicamente mais robustos do que os das lâmpadas de 240 V.

### América do Norte
Este sistema monofásico a três fios é comum na América do Norte para aplicações residenciais e comerciais leves. Os painéis de disjuntores normalmente têm dois fios energizados e um neutro, conectados em um tape central aterrado em um transformador próximo. Normalmente, um dos fios energizados é preto e o outro vermelho; o fio neutro é sempre branco. Os disjuntores de polo único alimentam circuitos de 120 V, disjuntores de dois polos alimentam circuitos de 240 V. Os circuitos de 120 V são os mais comuns e usados para alimentar as tomadas NEMA 1 e NEMA 5 e a maioria dos circuitos de iluminação residencial e comercial leve. Os circuitos de 240 V são usados para aplicações de alta demanda, como condicionadores de ar, aquecedores de ambiente, fogões elétricos, secadoras de roupas elétricas, aquecedores de água e pontos de carregamento de veículos elétricos. Eles usam tomadas NEMA 10 ou NEMA 14 que são deliberadamente incompatíveis com as tomadas de 120 V.
A regulamentação rege a fiação em circuitos de fase dividida. Como o condutor neutro não é protegido por um fusível ou disjuntor, um fio neutro pode ser compartilhado apenas por dois circuitos alimentados por linhas opostas do sistema de alimentação. Dois circuitos de linhas opostas podem compartilhar um neutro se ambos os disjuntores estiverem conectados por uma barra de modo que ambos desarmem simultaneamente ( NEC 210.4), isso evita que 120 V alimentem circuitos de 240 V.

### Brasil
No Brasil, é mais comum encontrar instalações elétricas com monofásico a três fios em regiões do interior. Entretanto, algumas cidades brasileiras são alimentadas em suas regiões urbanas com o sistema de fase dividida, entre eles São Paulo e Rio de Janeiro (algumas regiões somente), que possuem alimentação 115/230V. Nas demais regiões do Brasil, encontra-se 127/254 e 220/440.